# Jaroslav Seifert

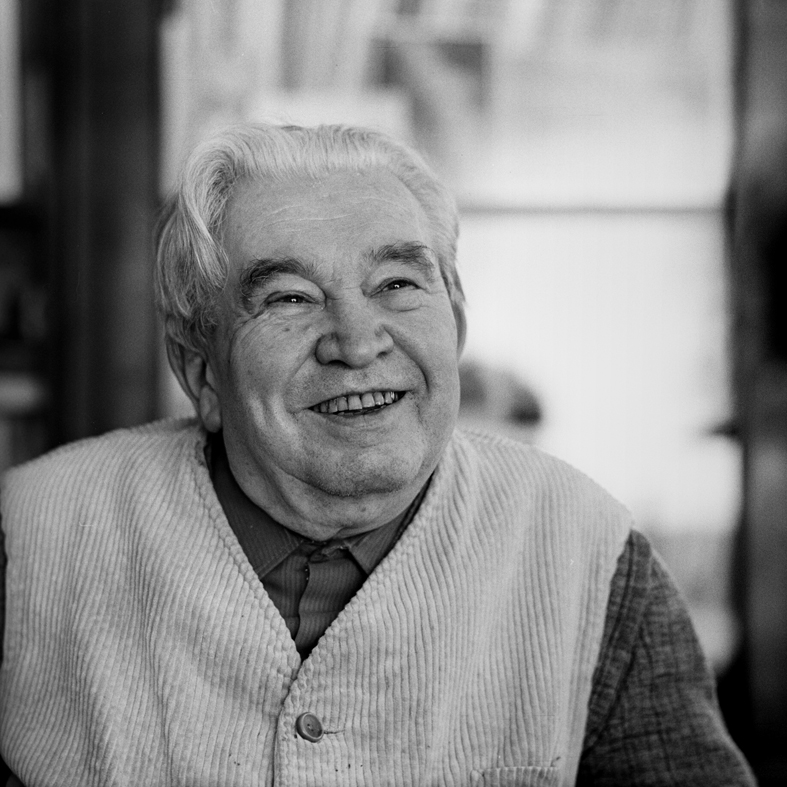
Jaroslav Seifert (1981)
(Foto: Hana Hamplová)

Jaroslav Seifert (* 23. September 1901 in Prag; † 10. Januar 1986 ebenda) war ein tschechischer Dichter, Schriftsteller, Journalist und Übersetzer.
In den frühen Jahren war er ein bedeutender Vertreter der tschechischen Proletarischen Poesie, um später zu einem der wichtigsten Dichter des Poetismus zu werden. Er zählte zu den Gründungsmitgliedern der Künstlergruppe Devětsil (Neunkräfte), einer einflussreichen Gruppierung innerhalb der tschechoslowakischen Avantgardebewegung. 1984 erhielt Seifert als bislang einziger Tscheche den Literaturnobelpreis. Nach ihm ist der Jaroslav-Seifert-Preis benannt.

## Leben

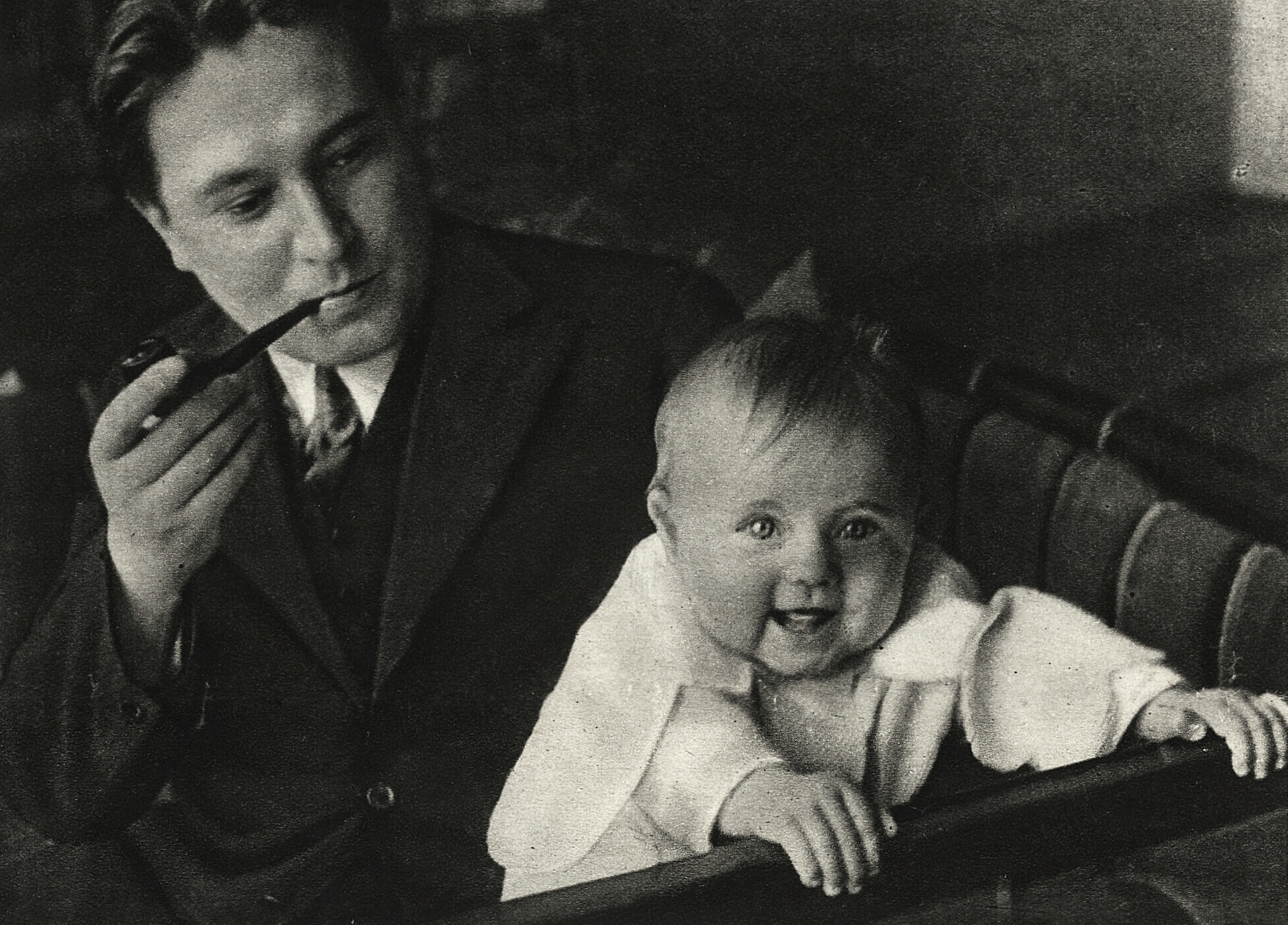
Jaroslav Seifert mit Tochter Jana, 1931.

Jaroslav Seifert wurde im Prager Stadtteil Žižkov in eine Arbeiterfamilie hinein geboren. Als Jugendlicher besuchte er ein Gymnasium, verließ die Schule aber noch vor dem Abitur, um als Journalist zu arbeiten. Im Verlauf der 1920er Jahre trat er der Kommunistischen Partei der Tschechoslowakei bei und arbeitete für die kommunistische und avantgardistische Presse der Zeit (Rudé právo, Rovnost, Reflektor). Zugleich war er in dem auf Kunst und Design spezialisierten Verlag Družstevní práce beschäftigt. Nachdem er schon als Student viel Zeit damit verbracht hatte, in Prager Kneipen gegen ein Bier Gedichte zu schreiben, erschien im Jahre 1921 seine erste Gedichtsammlung. Als Gründungsmitglied der Künstlergruppe Devětsil wurde er zusammen mit Karel Teige zu ihrem Sprecher und redigierte 1922 den Almanach Devětsil. Gleichzeitig übersetzte er französischsprachige Poesie ins Tschechische. Gegen Ende der 1920er Jahre zählte er bereits zu den wichtigsten Vertretern der Tschechoslowakischen Kunstavantgarde.
1929 unterschrieb Seifert zusammen mit sechs weiteren kommunistischen Schriftstellern das Manifest der Sieben gegen den neuen Führungsstil in der kommunistischen Partei unter Klement Gottwald und wurde daraufhin aus der Partei ausgeschlossen. In Folge trat er der Tschechoslowakischen Sozialdemokratischen Partei der Arbeiter bei. Von diesem Jahr an arbeitete er als Redakteur der Theater Revue Nová scéna, der Zeitschrift Panoráma und für die sozialdemokratische Presse.
Während der Zeit der deutschen Okkupation der Tschechoslowakei wirkte Seifert in der Redaktion der Tageszeitung Národní práce und nach 1945 dann als Redakteur der Tageszeitung Práce. Von 1946 bis 1948 redigierte er die monatlich erscheinende Kulturzeitschrift Kytice.
Unter dem Druck der Kommunistischen Machtübernahme gab Seifert 1949 seine journalistische Laufbahn auf und widmete sich fortan ausschließlich der Literatur. Gleichzeitig engagierte er sich jedoch weiterhin öffentlich. So rief er das kommunistische Regime zur Freilassung gefangener Schriftsteller auf. In diesem Sinne äußerte er sich auch auf dem Schriftstellerkongress im Jahre 1956. Damit blieb er in den 1950er Jahren ein unbequemer, aber geduldeter Kritiker des Regimes.
Im Verlauf des Prager Frühlings unterstützte Seifert die Reformbemühungen der kommunistischen Führung und verurteilte scharf die Invasion der Warschauer-Pakt-Staaten im August 1968. Im selben Jahr wurde er Vorsitzender des Tschechoslowakischen Schriftstellerverbandes und blieb dies bis zu dessen Auflösung 1970. Dem gleichgeschalteten Nachfolgeverband verweigerte er seine Mitgliedschaft.
In den 1970er Jahren wurde Seiferts literarische Tätigkeit behindert. Es durften lediglich Reeditionen seiner älteren Werke publiziert werden, nicht jedoch seine neuen Arbeiten. Die Einschränkungen nahmen zu, nachdem Seifert als einer der Ersten die Charta 77 unterzeichnete. Er zog sich gezwungenermaßen zurück und publizierte seine Poesie fortan regelmäßig im Samisdat. Als mit Beginn der achtziger Jahre seine Werke wieder offiziell erscheinen durften, griff die Zensur stellenweise in den Text ein und begrenzte auch die Auflagen.

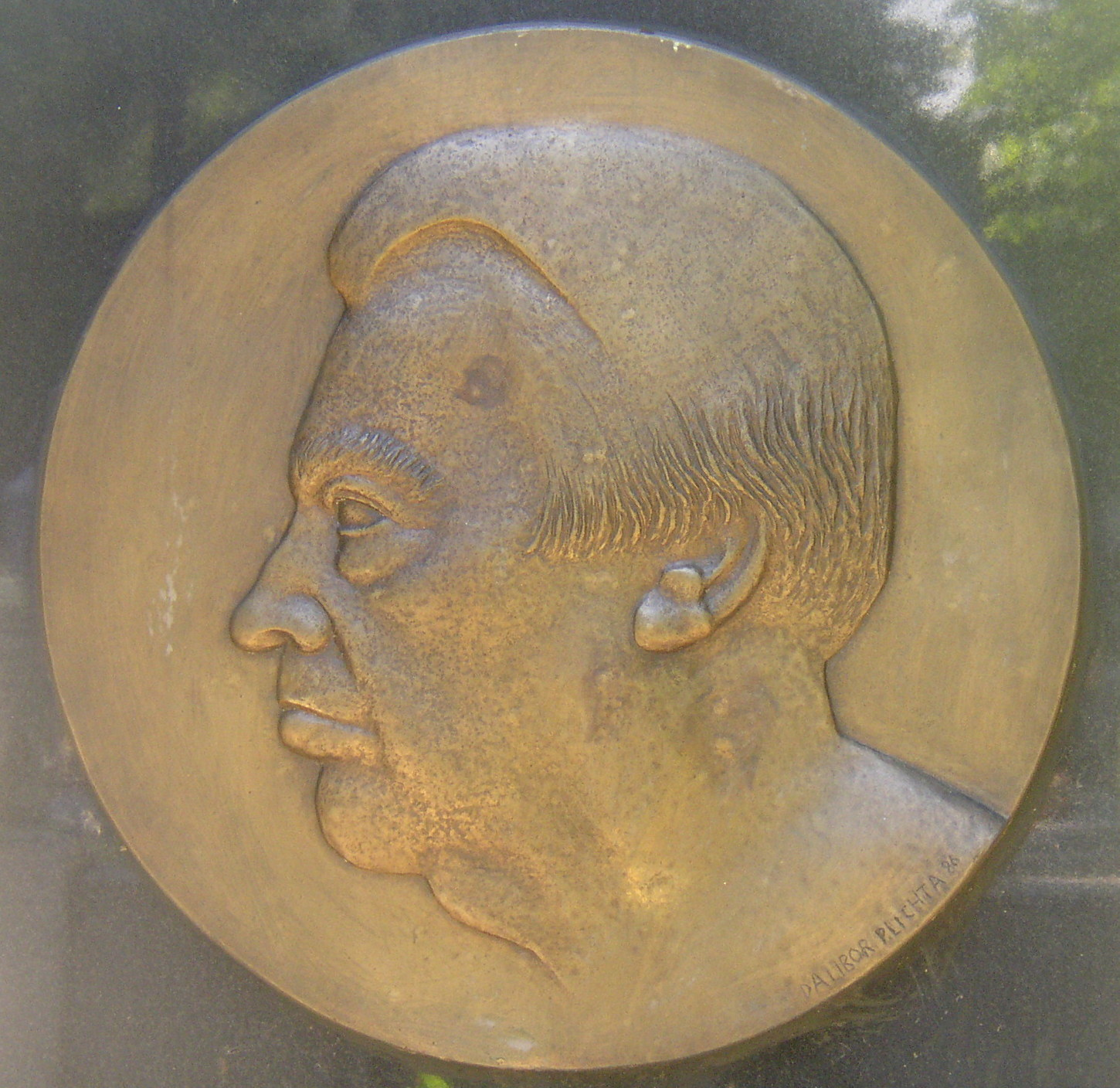
Relief Seiferts auf seinem Grabstein, signiert Dalibor Plichta 86

1984 erhielt Jaroslav Seifert den Literaturnobelpreis „für seine Dichtung, die mit frischer Sinnlichkeit und reicher Erfindungsgabe ein befreiendes Bild menschlicher Unbeugsamkeit und Vielfalt gibt“. Auf Grund seiner schlechten gesundheitlichen Verfassung musste seine Tochter Jana die Auszeichnung entgegennehmen. Für dieses bedeutende Ereignis hatten die staatlich kontrollierten Medien nur eine kurze Erwähnung übrig.
Anfang des Jahres 1986 starb Jaroslav Seifert in Prag. Das staatliche Begräbnis drohte zu einer antikommunistischen Manifestation anzuwachsen. Der Abschied fand in einer Kirche des Prager Stadtteils Břevnov unter der strengen Überwachung des Innenministeriums statt. Seiferts letzte Ruhestätte liegt in Kralupy nad Vltavou, einem unweit von Prag gelegenen Ort, aus dem seine Großeltern mütterlicherseits stammen. Im Juli 1995 wurde der Asteroid (4369) Seifert nach ihm benannt. Seit September 2010 befindet sich an dem Haus, an dem Jaroslav Seifert von 1938 an lebte, in Prag Břevnov in der Straße U Ladronky, eine ihm gewidmete Gedenktafel.

## Sonstiges
Anlässlich seines 110. Geburtstages am 23. September 2011 wurde Seifert von der Suchmaschine Google mit einem Doodle geehrt.

## Werke

### Proletarische Poesie (Auswahl)
- Město v slzách / Stadt in Tränen (1921) – Erstlingswerk, beschreibt die Sehnsucht nach einer Welt ohne Elend und Hass, will Freude verbreiten und heilen.
- Samá láska / Lauter Liebe (1923) – dieser Sammelband gehört noch zur Proletarischen Poesie, aber es werden in ihm erste Anzeichen von Gedanken sichtbar, die sich später im Poetismus entfalten sollten. Seifert widmet sich nicht mehr den drastischen sozialen Bildern, sondern ist bestrebt die Schönheit in Form von Liebe, Erotik und Exotik zur Entfaltung zu bringen. Anstatt die Großstadt zu verdammen, entwickelt er eine Art der Bewunderung für sie.
- Básně / Gedichte (1929) – vom Dichter zusammengestellte Auswahl, erschien in einer Auflage von 1 200 Exemplaren, die ersten hundert nummerierten Exemplare wurden auf Büttenpapier gedruckt und sind vom Dichter und Illustrator signiert worden.

### Die Zeit des Poetismus (Auswahl)
- Na vlnách TSF / Auf den Wellen von TSF (1925) – entstand unter dem Eindruck seiner Reisen in die Sowjetunion und Frankreich. Dieser Band hat den entstehende Poetismus beeinflusst. Später wurden sie unter dem Titel Svatební cesta veröffentlicht. TSF steht dabei für Télegraphie sans fil – d. h. kabelloses Radio. Zur großen Bedeutung dieses Bandes trug die originelle typographische Gestaltung von Karel Teige bei.
- Slavík zpívá špatně (1926)
- Poštovní holub (1929) – Liebe zur Mutter und Heimat, Empfindungen von Skepsis, Tragik, aber auch Nostalgie.
- Hvězdy nad Rajskou zahradou (1929) – Der Park als Spielort der Kinder aus Žižkov, autobiographische Skizze, in der er sich zu tiefen Einflüssen des Poetismus bekennt. Es bestehen Parallelen zu Vítězslav Nezvals Werk Z mého života.
- Jablko z klína (1933) – diese Sammlung ist leicht (selbst)ironisch und besteht aus lyrischen Gedichten. Dieser Band stellt eine Wende in seinem Schaffen dar und schuf damit Platz für einen Weg, in dem sich Seifert vom Poetismus lösen sollte. Dennoch blieb der Einfluss des Poetismus für Seifert bis zu seinem Tod prägend.
- Ruce Venušiny (1936)
- Jaro, sbohem (1937) – zusammen mit Ruce Venušiny deutet dieser Band auf eine Rückkehr Seiferts zur politischen Problematik und einem Interesse an seinem Heimatland hin. Es gilt als seine Reaktion auf die Bedrohung durch den Faschismus.

### Die Kriegsjahre (Auswahl)
Diese Periode ist von den Ereignissen des Jahres 1938, also des Münchner Abkommens, der Mobilisierung und der Besetzung und Zerschlagung der Tschechoslowakei geprägt.
- Zhasněte světla (1938) – patriotische Poesie, geprägt von Ängsten um das Schicksal des Landes, direkte Reaktionen auf das Münchner Abkommen, erschien mit dem Untertitel Lyrische Bemerkungen.
- Vějíř Boženy Němcové (1940) – volkstümlich, patriotische Poesie. Beschwört die Tapferkeit der tschechischen Schriftstellerin Božena Němcová um sie mit dem Blick auf die Heimat in Verbindung zu bringen.
- Světlem oděná (1940) – zusammen mit Kamenný most eine Poesie, die sich gegen die Okkupation wendet.
- Jabloň se strunami pavučin (1943) – mit Illustrationen von Karel Svolinský
- Kamenný most (1944) – Zyklus von 5 Romanzen und Legenden in das frühlingshafte Prag projiziert.

### Nachkriegszeit (Auswahl)
Nach 1945 berührt Seiferts Werk eine immer breitere Skala von Bereichen, was zu seiner Unpopularität bei den damaligen Machthabern führte und in einem Publikationsverbot mündete.
- Přilba hlíny (1945) – zollt den Befreiern Dank, bejubelt den Prager Aufstand und trauert um die Toten auf den Barrikaden. Gibt seiner Freude über die Befreiung Ausdruck.
- Ruka a plamen (1948)
- Šel malíř chudě do světa (1949) – Gedichte zu den Bildern des Malers Mikoláš Aleš.
- Píseň o Viktorce (1950) – behandelt das Schicksal der Romanfigur Viktorka und das ihrer Autorin Božena Němcová.
- Maminka (1954) – Kindheitserinnerungen, an die Mutter, das Zuhause und eine Schönheit der Kindheit aller Armut zum Trotz.
- Chlapec a hvězdy (1956) mit dem Untertitel Gedichte zu den Bildern von Josef Lada. Melancholische Sammlung mit Gedichten zu Märchenmotiven.
- Praha a Věnec sonetů (1956)
- Zrnka révy (1965) – Dichtung besingt die Weingegend um Mělník und ihre Naturschönheiten, offenbart die Nähe des Dichters zu dieser Region.
- Koncert na ostrově (1965) – Erinnerungen an die Kindheit, die Jugendjahre und die Zeit der Okkupation.
- Odlévání zvonů (1967)
- Halleyova kometa / Der Halleysche Komet (1967) – Bilanz seines bisherigen Schreibstils – Metaphern, Verse, Reime sind für ihn „Ramsch“, ein Dichter muss seiner Meinung nach die Bedeutung hinter den Worten finden.
- Kniha o Praze (1968)

### 1970er und 1980er Jahre (Auswahl)
Publikationen im samisdat – Erinnerungen, Lebensbilanz, Gedichte an Freunde, Liebschaften, Prag.
- Morový sloup / Die Pestsäule (1968–1970) – verbotene Gedichtsammlung, erscheint im samisdat sowie im Exil. Bittere Reaktion auf die Situation nach der sowjetischen Okkupation, alles erscheint wie von der Pest verseucht, Dichter muss dem Tod in die Augen schauen. Wird erst mit zeitlichem Verzug 1981 offiziell publiziert.
- Deštník z Piccadilly / Der Regenschirm Vom Piccadilly (1979) – Erinnerungen halten ihn am Leben, die Gegenwart berührt ihn nicht, weckt keine Erwartungen in ihm.
- Všecky krásy světa / Alle Schönheit dieser Welt (1979) – Memoiren
- Býti básníkem (1983) – sein letzter Gedichtband, ein Abschied von der Welt.

### Private, unverkäufliche Ausgaben
- Devět rondeaux (1945) – Einleitende Illustration von Karel Svolinský.
- Dokud nám neprší na rakev (1947) – Illustrationen von Václav Plátek.
- Suknice andělů (1947)

### Gesamtwerk
Seit 2001 erscheint schrittweise eine kritische Ausgabe von Jaroslav Seiferts Gesamtwerk in tschechischer Sprache. Die in angedachten 17 Bänden unterteilte Publikation erscheint unter der Aufsicht des Literaturkritikers Jiří Brabec.

## Deutsche Ausgaben (Auswahl)
- Das Lied vom Apfelbaum, ein Kindergedicht. Illustrationen von Josef Paleček, Nachdichtung von Kurt Baumann. Bohem Press, Zürich / Recklinghausen / Wien / Paris 1985, ISBN 3-85581-176-8.
  - Das Lied vom Apfelbaum, ein Kindergedicht. Illustrationen von Josef Paleček, Nachdichtung von Hildegard Grünholz-Schwarzkopf. Herder, Wien 1985, ISBN 3-210-24820-6 (Lizenzausg.).
- Auf den Wellen von TSF, Gedichte, Nachdichtungen von Friedrich Achleitner, H.C. Artmann, Jan Faktor, Gerhard Rühm, Peter Weibel. Hora Verlag, Wien 1985, ISBN 3-213-00000 0.
- Im Spiegel hat er das Dunkel. Ausgewählt und übersetzt von Olly Komenda-Soentgerath. Heiderhoff, Eisingen 1982. ISBN 3-92164-056-3.
- Was einmal Liebe war. Übersetzung: Olly Komenda-Soenthgerath. Dausien, Hanau 1985. ISBN 3-76843-464-8.
- Wermut der Worte. Nachdichtungen aus dem Tschechischen von Annemarie Bostroem, Waldemar Dege, Franz Fühmann, Louis Fürnberg, Heinz Kahlau, Klaus Möckel. Volk und Welt, Berlin 1985. 151 S. Ill. Jindřich Štyrský.
- Der Regenschirm vom Piccadilly. Die Pestsäule. Gedichte. Übersetzt von Franz Peter Künzel. Schneekluth, München 1985. ISBN  3-79510-945-0.
- Der Halleysche Komet. Aus dem Tschechischen von Franz Peter Künzel. Schleekluth, München 1986. ISBN  3-79510-952-3.
- Alle Schönheiten der Welt. Geschichten und Erinnerungen. Übersetzt von Eckhard Thiele. Aufbau Verlag, Berlin und Weimar 1987, ISBN 3-351-00510-5; Edition q, Berlin 1992, ISBN 3-86124-134-X (Autobiographische Schriften).
- Die Nacht bricht schon an, aber mach kein Licht. Übersetzt von Jiří Kostelecký. Hammer, Wuppertal 1990, ISBN 3-87294-420-7.